# Enciclopedia Hebrea
La Enciclopedia Hebrea (hebreo: האנצקלופדיה העברית) es una enciclopedia en hebreo que fue publicada en la última mitad del siglo XX.

## La enciclopedia

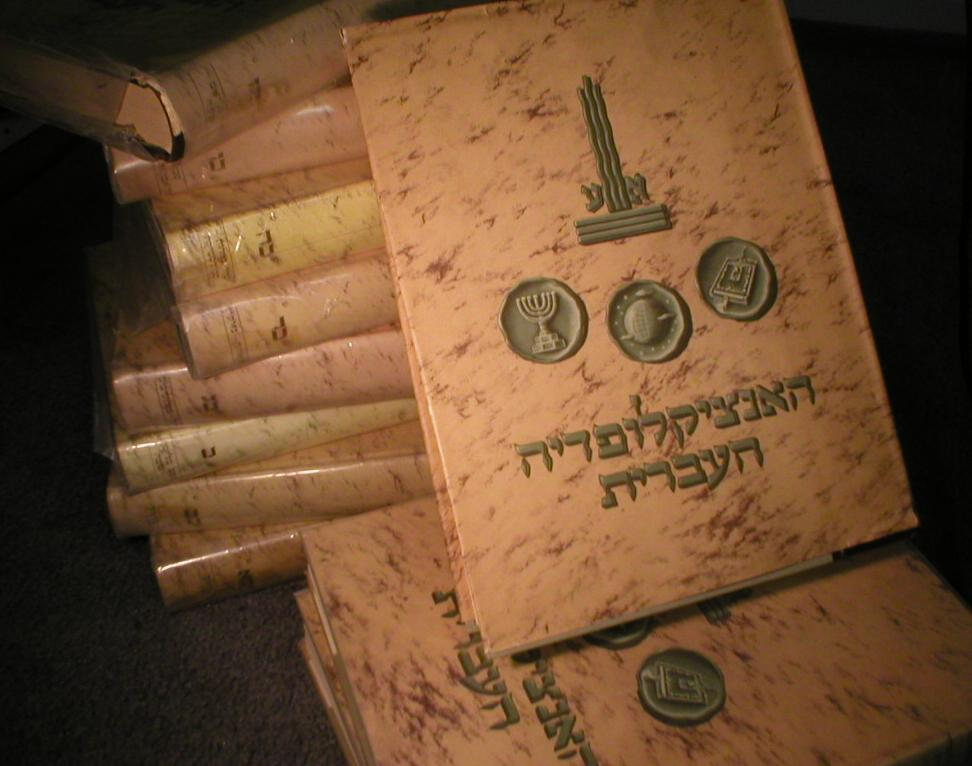
Volúmenes de la Enciclopedia Hebrea.

La idea de crear una enciclopedia hebrea comenzó a materializarse en el verano de 1944 cuando un comité de consejeros estableció las metas de la enciclopedia. El primer volumen empezó a imprimirse en el verano de 1948, junto a la fundación del Estado de Israel. El presidente honorario del proyecto fue el entonces presidente del país, el profesor Chaim Weizmann. 
El primer volumen abarcó las entradas de Aleph (א), hasta Australia (אוסטרליה). La primera fotografía que aparece en el volumen es una de la declaración de independencia de Israel. La última entrada en el volumen 32 es Tishrei (תשרי).
La introducción del editor era la siguiente: 

"We have strong faith that we will realize our aspiration to provide exceptional content in a magnificent vessel and to add and enhance from volume to volume, and that we will finish publishing all 16 volumes within five or six years and that the whole project will achieve its purpose."

Sin embargo, la escritura de la enciclopedia continuó por más de treinta años. Recién en 1980, más de un cuarto de siglo después de la fecha planeada, se completó la publicación. En total, la enciclopedia se compone de 32 volúmenes. Mientras se la escribía, se añadió un volumen adicional, el cual suplementaba los volúmenes 1 al 16, y uno que complementaba los últimos 16. En 1985, cinco años después de haberla terminado, se imprimió un volumen índice y en 1995 un tercer volumen suplementario. Además, se publicaron dos extensos volúmenes que contenían grandes entradas sobre el Estado de Israel. 
Durante el período que demandó terminar la enciclopedia, los editores fueron cambiando entre Joseph Klausner, Benzion Netanyahu, Yeshayahu Leibowitz, Nathan Rotenstreich, Yehoshua Gutman y Joshua Prawer. El supervisor editorial de todos los volúmenes fue Alexander Plai. Más de 2500 escritores participaron en el proyecto, muchos de ellos científicos israelitas e intelectuales reconocidos que firmaron sus artículos. 
Durante la publicación, la enciclopedia ganó mucho significado y reconocimiento. Esto se refleja en la cantidad de personas que pensaban que su relevancia dependía de su inclusión en la enciclopedia, por ejemplo, el editor Bracha Plai, quién amenazó con suicidarse si no era incluido en la enciclopedia. 
Los volúmenes más recientes de la enciclopedia fueron escritos en los años noventa y editados por David Shacham fueron criticados por su tono post-sionista. La Schocken Publishing House está trabajando actualmente una nueva edición revisada de la enciclopedia.

## Características
La naturaleza de la enciclopedia se refleja en su subtítulo: "General, judaísmo e israelí." La enciclopedia hebrea abarca todos los temas generales, pero su énfasis en los judío-israelí es indiscutible, más que nada en los artículos que tratan sobre el judaísmo, judío e Israel. La enciclopedia enfatiza en cada artículo biográfico lo judío de cada persona, aun si la religión no tuvo importancia alguna en sus logros, tal es el caso de Boris Pasternak. El artículo biográfico más largo es el de Theodor Herzl con 32 columnas y el de Goethe. 
Los artículos que tratan sobre países y ciudades tratan la historia general del lugar, seguida por la historia judía del sitio, en caso de que haya una. En la entrada de aquellos lugares que estuvieron bajo el dominio nazi se da un especial énfasis en lo que sucedió con la comunidad judía durante y luego del holocausto. Además, la enciclopedia describe detalladamente la comunidad judía de aquellas ciudades, con datos sobre sus profesiones, barrios donde habitan, estructura de la comunidad, etc.
Los escritores de la enciclopedia hebrea no escondieron su manera de pensar en asuntos políticos, por esto, el Reino de Jordania no tiene una entrada ya que la enciclopedia no lo reconoce. Detalles de este país se encuentran dentro del artículo "Tierra de Israel". Al comienzo del artículo hay además una aclaración de que en idioma hebreo, la frase incluye la "Tierra de Israel" a ambos lados del río Jordán. En el segundo volumen suplementario, aparece finalmente la entrada "Jordania", la cual refleja el cambio de actitud política de la sociedad israelita. 
La letra Aleph contiene el mayor número de artículos, con seis y medios de volúmenes. El último artículo es "Éter" (אתרים). El artículo más largo que comienza con aleph es "Tierra de Israel"(ארץ ישראל), al cual se le dedica todo un volumen, el 6. El segundo más grande es el de los Estados Unidos de América (ארצות הברית של אמריקה), el cual abarca 126 columnas. El largo de los artículos con la letra aleph no tiene nada que ver con la importancia de esta letra en el alfabeto hebreo, sino más bien con el entusiasmo inicial de los editores. Cuando estos se dieron cuenta de que con ese tamaño la enciclopedia nunca terminaría, decidieron limitar su extensión. La letra con menos artículos es Tsade (צ) con apenas 531 páginas.